# Eníades
Eníades (en grec antic: Οἰνιάδαι, llatí: Oeniadae) era una ciutat d'Acarnània a la riba oest de l'Aqueloos, a uns 15 km de la desembocadura. Era una de les principals ciutats d'Acarnània i estava fortificada, tant per la natura com per les muralles i rodejada de maresmes, algunes de gran extensió i profunditat. El seu territori es deia Paraqueloítida, que era molt fèrtil. El nom de la ciutat, segons la tradició, derivada de l'heroi etoli Eneu.
La ciutat es menciona per primer cop el 455 aC quan va ser atacada pels messenis que havien estat expulsats de Messènia pels espartans i s'havien establert a Naupacte al final de la Tercera guerra messènica. Van ocupar la ciutat però al cap d'un any van ser atacats pels acarnanis que els van expulsar. En aquest temps la ciutat era enemiga d'Atenes i és per això que els messenis, protegits d'Atenes, la van atacar. Pèricles la va assetjar el 454 aC però no la va poder ocupar, segons Tucídides.
A la guerra del Peloponnès es va oposar a Atenes i va ser l'única ciutat d'Acarnània que va estar al costat dels espartans amb l'excepció d'Àstacos. El 429 aC Formió d'Atenes va organitzar una expedició contra les dues ciutats i va conquerir Astacos, però no va seguir cap a Eníades perquè era ja hivern i la ciutat estava protegida per les maresmes. El 428 aC la va atacar Asopi, fill de Formió, i el seu territori arrasat però no va aconseguir ocupar la ciutat. L'any 424 aC el general Demòstenes, amb l'ajut d'altres ciutats d'Acarnània, finalment va obligar a la ciutat a entrar a l'aliança atenenca. En temps d'Alexandre el Gran, els etolis la van ocupar, i es van mostrar tan cruels amb els seus habitants que Alexandre els va amenaçar amb l a seva venjança, segons diu Diodor de Sicília.
Va quedar en mans dels etolis fins a l'any 219 aC quan va passar a mans de Filip V de Macedònia, que veient la importància de la ciutat la va fortificar i la va unir amb el port amb grans muralles, diu Polibi.
El 211 aC la ciutat i la veïna Nesos va ser conquerida pels romans dirigits per Marc Valeri Leví, i retornada a la Lliga Etòlia, aliada dels romans. El 189 aC en el tractat de pau entre Roma i la Lliga, la ciutat va ser restituïda a Acarnània, com diu Titus Livi. Després d'això va desaparèixer de la història però seguia existint en temps d'Estrabó, que la considera poc habitada i situada entre Estratos i el mar. Segons ell, la ciutat ocupava un extens turó amb una forta pendent que baixava fins al riu Aqueloos.
Correspon a la moderna Tríkardho; les maresmes es diuen Lesini o Katokhi i tenen un llac principal que és l'antic Melite. Queden ruïnes interessants, com un teatre vora l'antiga ciutat i pòrtics i restes de muralles.